# Chaetolonchaea pellicula
Chaetolonchaea pellicula är en tvåvingeart som beskrevs av Morge 1959. Chaetolonchaea pellicula ingår i släktet Chaetolonchaea och familjen stjärtflugor. Inga underarter finns listade i Catalogue of Life.